# جوان بيترز
جوان بيترز (بالإنجليزية: Joanne Peters) (11 مارس 1979 بنيوكاسل في أستراليا - ) هي لاعبة كرة قدم أسترالية في مركز الوسط، شاركت في الألعاب الأولمبية الصيفية 2004. وشاركت مع منتخب أستراليا لكرة القدم للسيدات. أما مع النوادي، فقد لعبت مع نادي سيدني أوليمبيك ونادي سيدني يونايتد 58 وSantos FC (women) ‏ وNewcastle Jets FC (W-League) ‏ وCharlotte Eagles (women) ‏ وNew York Power ‏.

## وصلات خارجية
- جوان بيترز على موقع الاتحاد الدولي (مؤرشف)  (الإنجليزية)
- جوان بيترز على موقع قاعدة بيانات كرة القدم.إي يو (الإنجليزية)
- جوان بيترز على موقع عالم كرة القدم.نت (الإنجليزية)
- جوان بيترز على موقع أوليمبيديا (الإنجليزية)
- جوان بيترز على موقع اللجنة الأولمبية الأسترالية (الإنجليزية)